# Prunus domestica x spinosa
Prunus domestica x spinosa opstår af og til i naturen på steder, hvor den primitive blommeform, Kræge, vokser i nærheden af Slåen. Krydsningen har lidt mere træagtig vækst end Slåen, og frugterne er noget større og en hel den mindre beske end slåenfrugterne.
| Træ | Spire Denne artikel om træer er en spire som bør udbygges. Du er velkommen til at hjælpe Wikipedia ved at udvide den. |